# Cambòjides
Els cambòjides (Cambojiida) són un ordre de ctenòfors de las classe dels tentaculats.

## Taxonomia
L'ordre Cambojiida inclou una única família i una sola espècie:
- Família Cambojiidae Ospovat, 1985
  - Gènere Cambodgia Dawydoff, 1946
    - Cambodgia elegantissima Dawydoff, 1946